# Harlekinkrabbe
Die Harlekinkrabbe (Cardisoma armatum) ist eine große Krabbe deren Panzer bis zu 20 Zentimeter breit werden kann. Sie zählt zu den Landkrabben und braucht die Nähe von Süßwasser nur, um ihre Kiemen feucht zu halten. Sie wird in Deutschland auch als „Afrikanische Riesenkrabbe“, „Westafrikanische Landkrabbe“, „Riesencolorkrabbe“ oder „Tricolorkrabbe“ bezeichnet. 

## Merkmale
Die Bezeichnung Harlekinkrabbe bezieht sich auf das bunte Äußere dieser Landkrabbe. Die drei Farben Rot, Blau und Weiß haben der Krabbe auch den Namen „Tricolorkrabbe“ eingebracht, in den USA gibt es auch die Bezeichnung „Patriot Crab“, weil sie die Farben der Flagge der Vereinigten Staaten widerspiegelt. Ihr Panzer ist dunkelblau, die Scheren (Chelipeden) sind hellgelblich bis weiß, die Schreitbeine (Pereiopoden) sind rötlich gefärbt.

## Verbreitung
Die Harlekinkrabbe lebt in den Mangroven und den sich anschließenden Wäldern Westafrikas vom Kap Verde bis Angola. Die Nähe zum Meer oder Brackwasser  (Deltamündungen oder Ästuare von Flüssen) ist für die Fortpflanzung wichtig. 

## Ernährung
Wie alle Landkrabben sind auch die Harlekinkrabben Allesfresser. Sie ernähren sich sowohl pflanzlich, als auch von Aas. Im Aquaterrarium kann man sie mit Obst oder rohem Fisch, aber auch mit Schildkrötenfutter füttern. 

## Fortpflanzung
Die Harlekinkrabben pflanzen sich über den krabbentypischen unspezialisierten Entwicklungstyp fort, der aus mehreren freischwebenden Larvenstadien (Zoea-Larven) besteht. Diese Entwicklungsstadien finden im Meer bzw. Brackwasser statt.

## Haltung
Wegen ihrer Größe sollte die Harlekinkrabbe in einem Aquaterrarium von 100 cm Länge gehalten werden. Ihre Lebensweise erfordert einen Landanteil von mindestens 50 %, der aus weichem Substrat bestehen sollte, damit sie ihre Wohnhöhlen anlegen kann. Durch ihr ausgeprägtes Revierverhalten eignet sich diese Landkrabbe nicht zur Vergesellschaftung mit anderen Krabben, auch nicht innerhalb der eigenen Art. Kleinere Tiere und jeglicher Pflanzenbewuchs werden von ihr als Nahrungsquelle angesehen. Eine Nachzucht ist im Süßwasser nicht möglich. 